# Paul Liégeois
Paul Liégeois est un peintre de natures mortes français probablement d'origine flamande, actif à Paris au milieu du XVIIe siècle (entre 1650 et 1670).

## Biographie
Sa vie reste très mal connue. Il semble avoir joui d'un certain succès, et ses œuvres furent collectionnées par les amateurs de l'époque. Apprécié de Philippe de Champaigne et ami du peintre de natures mortes Jacques Bailly, il reçut également plusieurs commandes de magistrats fortunés, parmi lesquels Boyer de Forestat de Bandol, Simon Lenfant, et le marquis de Joyeuse-Garde.
Son œuvre marque la transition entre la veine réaliste qui anime l'art de la nature morte française de la première moitié du siècle (représentée par Louise Moillon, Lubin Baugin, Jacques Linard ou François Garnier), et la génération du règne de Louis XIV (tels Jean-Baptiste Monnoyer et Jean-Baptiste Belin), qui adopte quant à elle un goût pour les mises en pages théâtrales, les compositions riches et décoratives. Liégeois excellait dans la représentation des fruits, et particulièrement dans les pêches et les raisins, dont il s'employait à rendre fidèlement la texture. Se détachant de ses contemporains, il refuse les compositions symétriques et sages au profit d'un désordre apparent dans la mise en scène, jouant sur les effets des matières lisses ou veloutés, distribuant les fruits dans un cadre rapproché, et donnant ainsi à ses toiles un effet théâtral, décoratif et spontané. Ses couleurs franches, sa palette froide et ses bleus acides le rapproche du travail du peintre Willem van Aelst, lui aussi actif à Paris à la même époque.

## Liste des œuvres
- Corbeille de fruits et champignons, vers 1666, Chambéry, musée des Beaux-Arts
- Nature-morte aux fruits, La Rochelle, musée des Beaux-Arts
- Pêches, prunes et raisins, Paris, musée du Louvre
- Nature-morte, Rouen, musée des Beaux-Arts
- Nature-morte aux pêches, prunes, raisins et figues sur un entablement de marbre, collection particulière
- Panier d'abricots, pièces d'orfèvrerie, raisins et prunes sur un drap de velours bleu, collection particulière
- Prunes et figues dans un panier, et abricot sur un entablement de pierre, collection particulière

Peintures attribuées à Paul Liégeois :
- Raisins rouges et blancs sur une table drapée, collection particulière
- Pêches et raisins sur une table drapée, collection particulière
- Nature-Morte aux prunes, Dijon, musée des Beaux-Arts